# Биньтхуан
Биньтхуа́н (вьет. Bình Thuận, тьы-ном 平順) — провинция на юго-востоке Вьетнама, расположена на побережье Южно-Китайского моря, недалеко от Хошимина. Административный центр — город провинциального подчинения Фантхьет.

## География
Площадь составляет 7810,4 км². Горы занимают северную и северо-восточную части провинции, южная часть главным образом равнина. Вдоль побережья имеется несколько холмов высотой более 200 м; высшая точка Биньтхуана составляет 1548 м над уровнем моря и находится на северо-западе провинции, вблизи с границей с провинцией Ламдонг. Биньтхуану принадлежит несколько островов, среди них остров Фукуи, расположенный в 120 км к юго-западу от города Фантхьет. Имеется несколько рек, начинающихся в горах на севере провинции либо в провинции Ламдонг; крупнейшее озеро — Сонгкуанг, находится в 30 км к северу от Фантхьета.
Леса составляют около половины от площади провинции. Это один из наиболее засушливых регионов страны, большая часть Биньтхуана получает менее 800 мм осадков в год.

## Население
По данным на 2007 год население составляло 1 170 700 человек. Городское население — 37,5 %, что довольно высокий показатель для Вьетнама. Средний годовой прирост населения составляет 1,35 %. 
Население по данным на 2009 год — 1 169 450 человек.

## Административное деление
В административном отношении делится на:
- город провинциального подчинения Фантхьет
- город Лази

и 8 уездов:
- уезд Туифонг (Tuy Phong)
- уезд Бакбинь (Bắc Bình)
- уезд Хамтхуанбак (Hàm Thuận Bắc)
- уезд Хамтхуаннам (Hàm Thuận Nam)
- уезд Таньлинь (Tánh Linh)
- уезд Хамтан (Hàm Tân)
- уезд Дыклинь (Đức Linh)
- уезд Фукуи (Phú Quý)

## Экономика
Биньтхуан — крупный производитель риса. Около одной трети всех сельскохозяйственных площадей провинции занято рисом, что, впрочем, довольно мало для Вьетнама. Важную роль играет рыболовство и выращивание фрукта питайя. Благодаря близости к Хошимину в провинции есть популярная туристическая зона Муйне.